# Centrobank
Centrobank (Центробанк) - Centralny Bank Spółdzielczy (Центральний Кооперативний Банк) do 1924 działał jako Krajowy Związek Kredytowy – główna instytucja finansowa ukraińskiej spółdzielczości w Galicji, z siedzibą we Lwowie.
Krajowy Związek Kredytowy ( Крайовий Союз Кредитовий) powstał z inicjatywy Kostia Łewyćkiego w 1898, na podstawie ustawy o spółdzielczości z dnia 9. kwietnia 1873 roku. W skład Związku weszło 17 spółdzielni kredytowych oraz 2 handlowe („Narodna Torhiwla” ze Lwowa i „Ryznycia” z Sambora); w 1913 Związek liczył 906 członków, w tym 427 spółdzielni. Jego majątek sięgał 1,1 mln koron, a obroty przekraczały 100 mln koron. Pierwszymi dyrektorami w latach 1898-1918 byli Kost Łewyćkyj, Kost Pankiwśkyj, Hryhorij Wreciona (później Omelian Sajewycz i Anton Gładyszowskyj), W skład Rady Nadzorczej wchodzili: prezes Hryhorij Kuźma, wiceprezes ksiądz Iwan Czapelskyj i członkowie: Josyf Holis, Josyf Huryk, ksiądz Josyf Iwanec, Teofil Kormosz, Ołeksander Kulczyckyj, Wołodymyr Lewickyj, Teodozy Leżohubski, Longin Rożankowskyj, Mykoła Szuchewycz.
Po I wojnie światowej kiedy wschodnia Galicja weszła w skład państwa polskiego Związek kontynuował poprzednią działalność. W 1924 go przeorganizowano i zmieniono nazwę na Centralny Bank Spółdzielczy (w skrócie Centrobank). Centrobankowi podlegały zarówno spółdzielnie typu Schultzego, zwane „powszechnymi” lub „ukrainbankami”, działające głównie w miasteczkach powiatowych, jak i spółdzielnie „wiejskie” typu raiffeisenowskiego. Radzie Nadzorczej przewodniczył Wołodymyr Ochrymowycz, w jej skład wchodzili ponadto Ł. Kulczyćkyj, M. Wołoszyn i A. Mudryk. Dyrektorem w dalszym ciągu był Kost Łewyćkyj, któremu pomagał Omelian Sajewycz. W czasie zjazdu z okazji 40-lecia Centrobanku, który odbył się 25 marca 1939, opublikowano bieżące dane na temat tej instytucji: 1889 członków, w tym 1732 spółdzielnie (w ich liczbie 113 kredytowych), obrót roczny 70 436 224 złote.
Podczas okupacji Polski w Generalnym Gubernatorstwie odnowiono działalność Centrobanku, jednak bez spółdzielni kredytowych, został zlikwidowany ostatecznie po zajęciu Galicji przez Armię Czerwoną w lipcu 1944.

## Literatura
- Encyklopedia ukrainoznawstwa, Париж; Нью-Йорк: Молоде Життя, 1954–1989.